# كيم نام تشون
كيم نام تشون (19 أبريل 1989 - 30 أكتوبر 2020)، هو لاعب كرة قدم كوري جنوبي لعب كمدافع. ظهر كيم نام تشون لأول مرة مع نادي سول ضد نادي بوريرام يونايتد في دور المجموعات من دوري أبطال آسيا 2013 في 1 مايو 2013.
في 30 أكتوبر 2020 انتحر عن عمر يناهز 31 عامًا.

## مرتبة الشرف

### مع إف سي سيؤول
- الدوري الكوري 1 : 2016
- كأس الاتحاد الانجليزي : 2015

## روابط خارجية
- كيم نام تشون على موقع دوري كوريا الجنوبية (الإنجليزية)
- كيم نام تشون على موقع قاعدة بيانات كرة القدم.إي يو (الإنجليزية)
- كيم نام تشون على موقع Soccerway.com (الإنجليزية)